# 西區警署

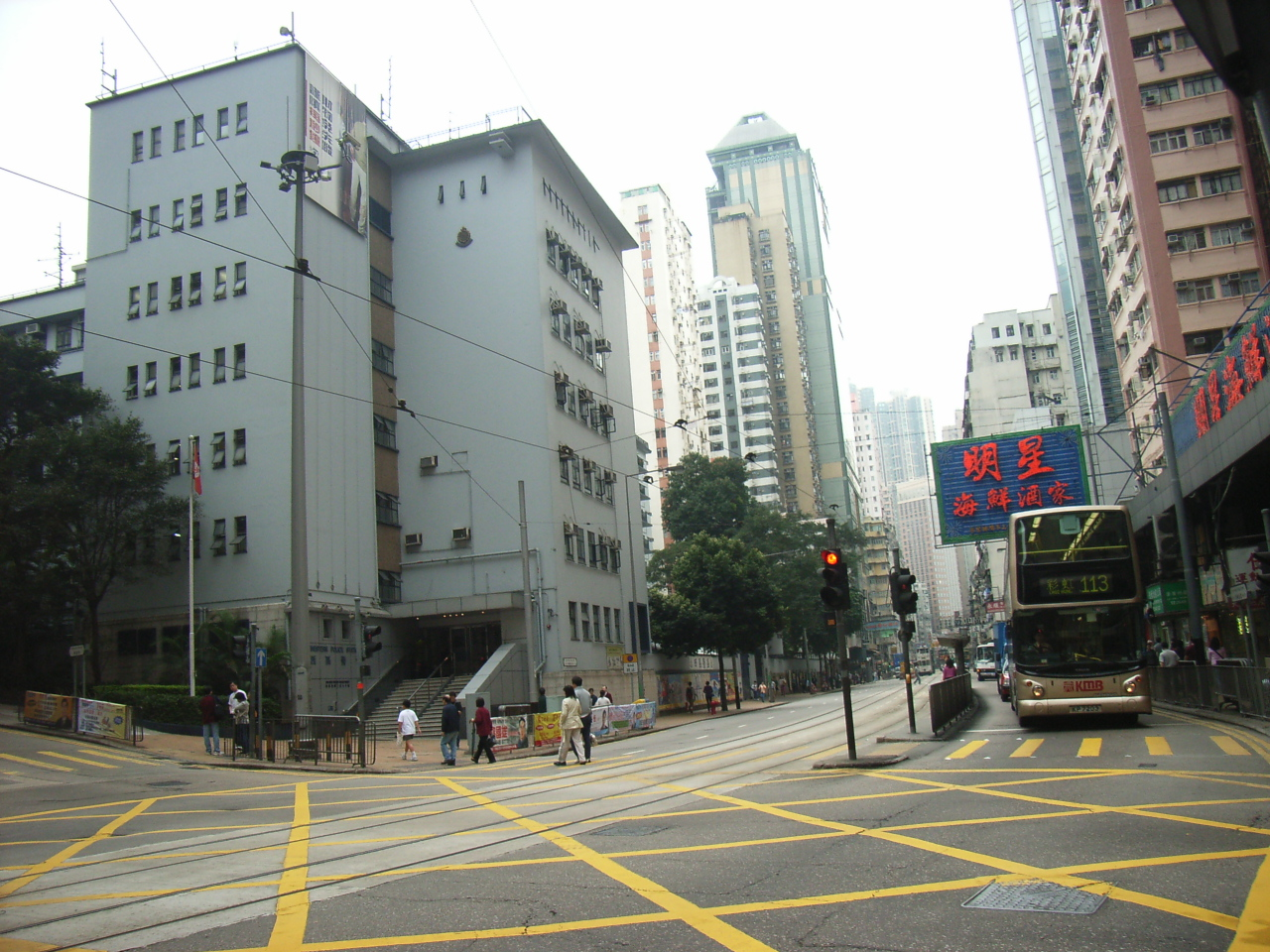
位於德輔道西和西邊街交界的西區警署

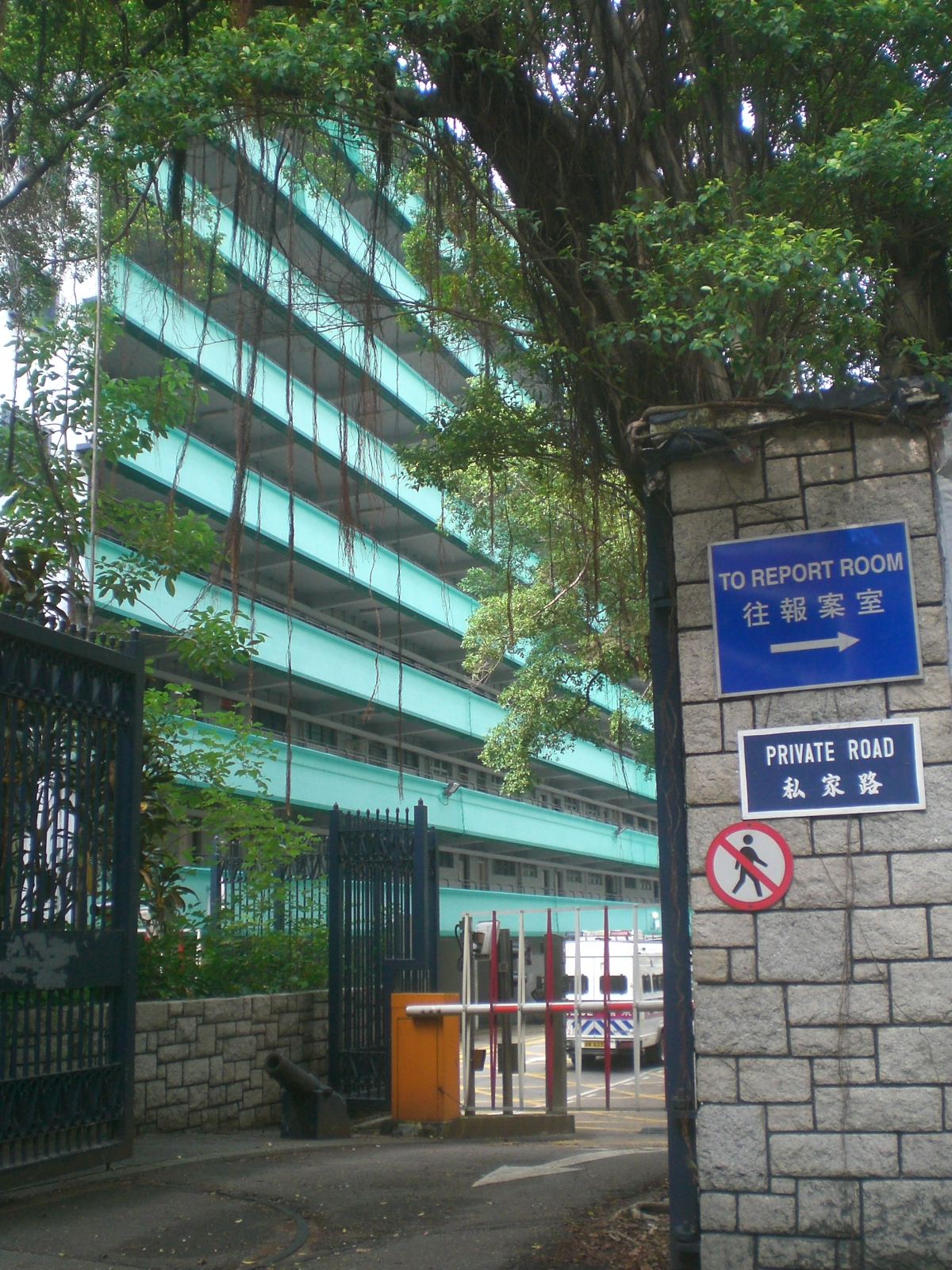
西邊街宿舍入口

西區分區警署（英語：Western Divisional Police Station）簡稱西區警署，是香港警務處香港島總區西營盤分區的分區基地，位於香港西營盤德輔道西280號。

## 歷史
現時香港有不少人稱西區警署為七號差館，此稱呼可以追溯至1870年代。當時香港島存有9間於中央警署（今舊中區警署，即現為法定古蹟的大館）落成後，根據落成日期而順序編號的警署。
多年來七號差館曾經過數次搬遷。第一代的七號差館於1858年啟用，位於皇后大道西與薄扶林道交界。於1902年，第二代的七號差館遷往附近建於德輔道西的海員宿舍舊址。第三代，即現時的西區警署，是於1952年落成的。該處鄰近第二代的七號差館，原為聖彼得教堂。第二代的七號差館則被改建為西區警察宿舍，現時位於西區警署內。

## 鄰近地點
- 均益大廈
- 港鐵西營盤站
- 前西區裁判法院
- 中央人民政府駐香港特別行政區聯絡辦公室 （中聯辦/西港中心）

## 圖片

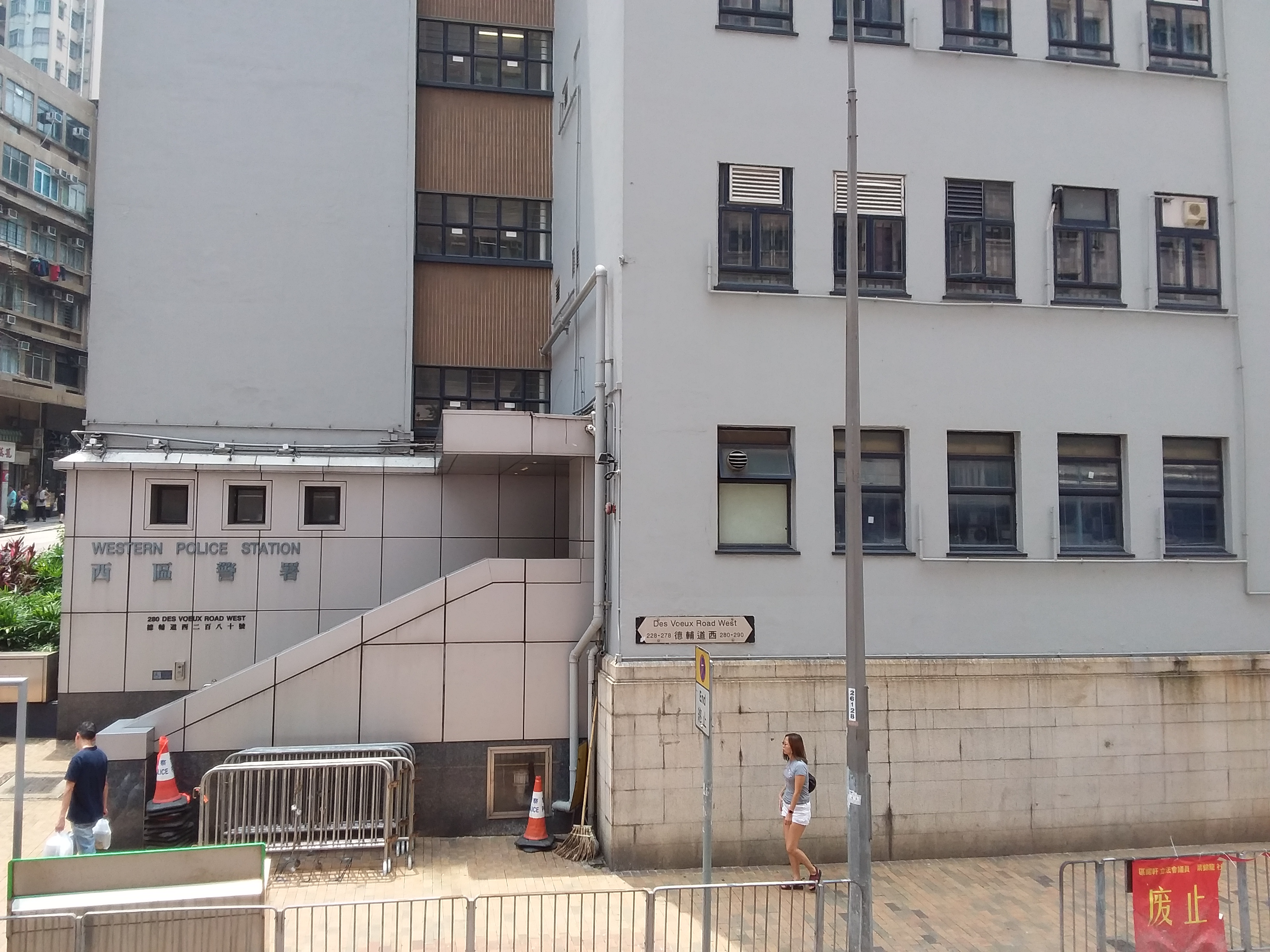
西區警署正門入口（東面）
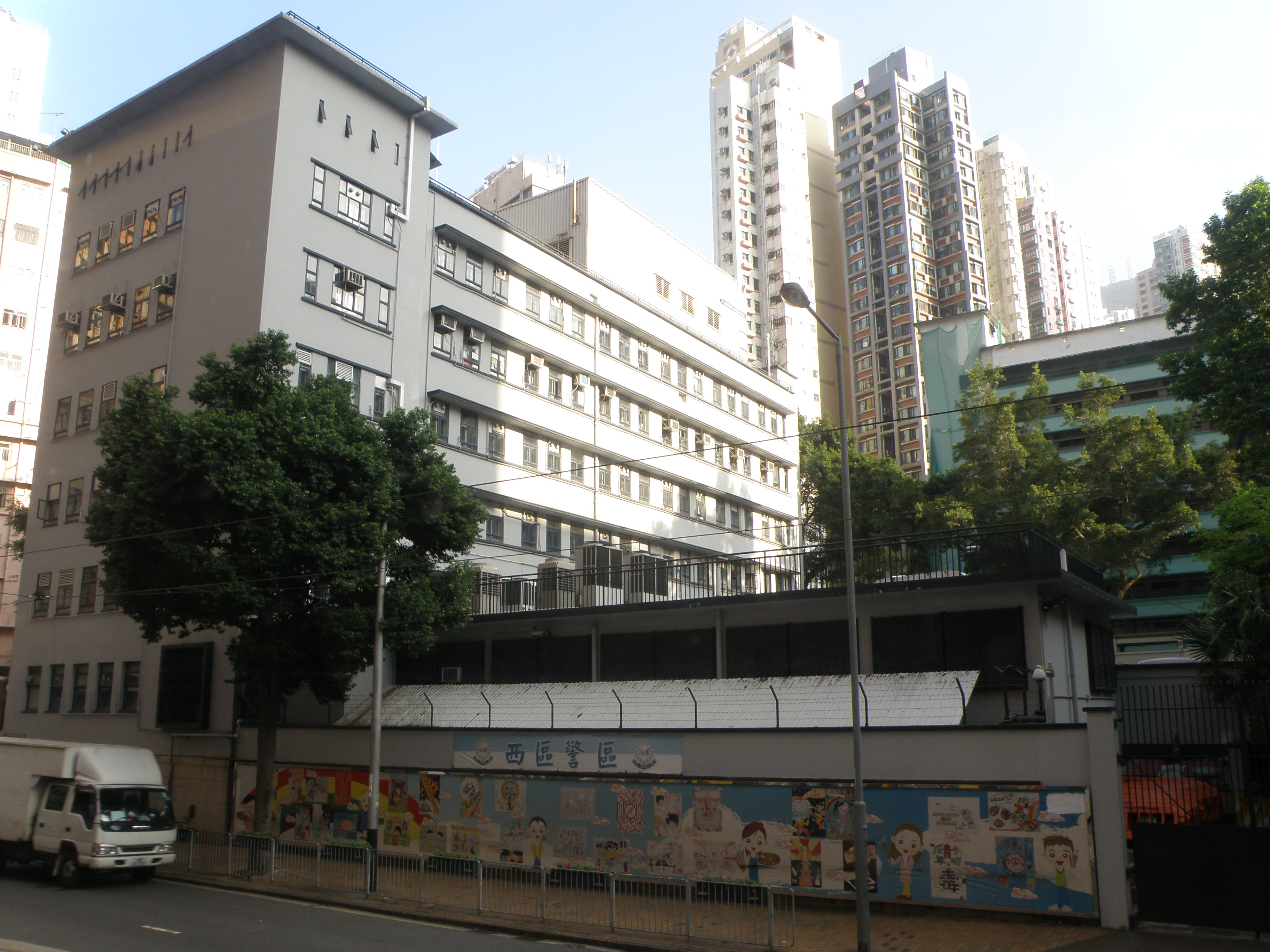
西區警署（西面）
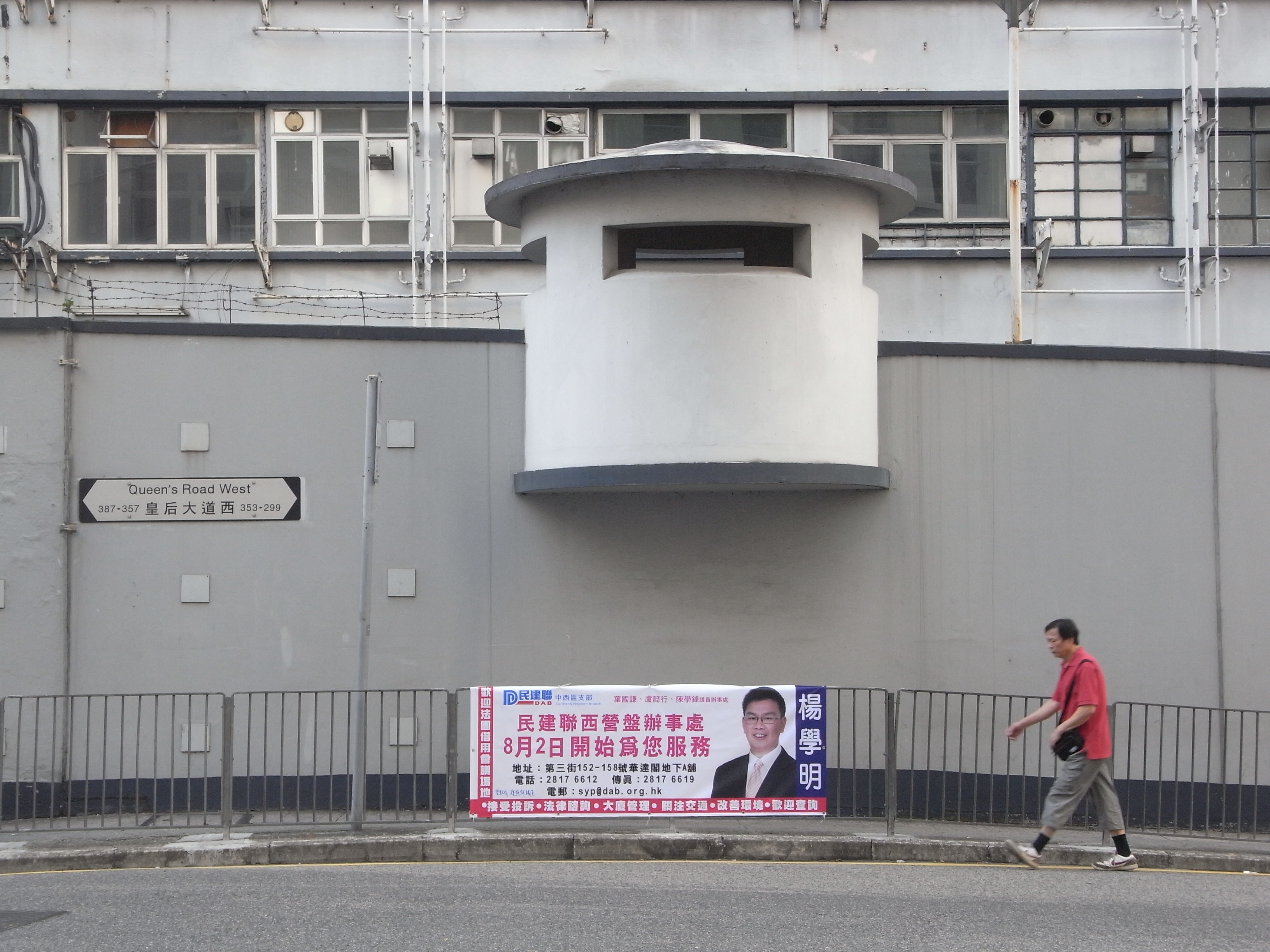
皇后大道西圍牆

## 相關參見
- 差館
- 警區

## 外部連結
- 警隊今昔 警署編號 （页面存档备份，存于）（上）
- 警隊今昔 警署編號 （页面存档备份，存于）（下）